# 2018年冬季残疾人奥林匹克运动会法国代表团
2018年冬季残疾人奥林匹克运动会法国代表团是法国派出的2018年冬季残疾人奥林匹克运动会代表团。获得7枚金牌、8枚银牌和5枚铜牌。